# James Chalmers (missionär)
James Chalmers, född 4 augusti 1841 och död 8 april 1901, var en brittisk missionär.
Chalmers verkade i Londonmissionsällskapets tjänst från 1866 på Rorotonga i Söderhavet och från 1877 på sydöstra kusten av Nya Guinea, där han 1901 mördade av lokalbefolkningen. Chalmers räknas som den främste banbrytaren inom missionsområdet i Söderhavet och beredde vägen för områdets kolonisation.